# Pridi Banomyong
Pridi Banomyong (thajsky: ปรีดี พนมยงค์) byl thajský politik a profesor. Byl předsedou vlády a státním představitelem Thajska; sté výročí jeho narození oslavila UNESCO v roce 2000.
Jeho otec byl etnický Číňan. Vystudoval práva na Pařížské univerzitě. Po absolutoriu ve 27 letech se vrátil do vlasti a stal se jedním z hlavních iniciátorů nekrvavé revoluce z června roku 1932, která přinutila thajského krále Prajadhipoka přijmout ústavu. Ve stejné době vstoupil do vládnoucí Lidové strany, kde reprezentoval radikální socialistické křídlo a prosazoval státní vlastnictví všech průmyslových podniků. To vzbudilo všeobecnou nevoli a musel odejít do exilu, brzy se ale vrátil a byl jmenován ministrem financí. Funkci držel v letech 1938–1941. Odstoupil na protest proti příliš projaponské politice premiéra Phibunsongkhrama. Stal se poté regentem, úřadoval za nezletilého krále Anandu Mahidola. Z této pozice řídil za války protijaponský odboj. V roce 1946 byl jmenován premiérem, ale odstoupil již roku 1947 po záhadné smrti krále Anandy. Brzy poté armáda uspořádala převrat a uchopila moc. Od roku 1951 žil v Číně, od roku 1970 ve Francii.